# Paris School of Economics
De Paris School of Economics (Frans École d'Économie de Paris) is een samenwerkingsverband tussen verschillende Franse universiteiten, grandes écoles en onderzoekscentra in de regio Parijs. 
Het doel is onderzoek van topkwaliteit op het gebied van economie, in combinatie met een post-universitaire opleiding. De naam werd gekozen als verwijzing naar de befaamde London School of Economics om de aspiraties van de vereniging te verduidelijken. Deelnemende instellingen zijn de École normale supérieure, de École nationale des ponts et chaussées, de Universiteit Parijs 1 Panthéon-Sorbonne, de École des hautes études en sciences sociales (EHESS), en de onderzoekscentra Institut national de la recherche agronomique (INRA) en het Centre national de la recherche scientifique (CNRS).
De School werd in december 2006 opgericht, met Thomas Piketty als eerste voorzitter. Nadien raakte de PSE internationaal hoog aangeschreven: in december 2021 stond de PSE wereldwijd nummer 5, en nummer 1 in Europa (voor de Universiteit van Oxford) in de mondiale ranglijst van de RePEc-wetenschappelijke database.
De School verleent ook zijn medewerking aan wetenschappelijk onderzoek rond economische ongelijkheid.